# Chcę inaczej
Chcę inaczej – album Izabeli Trojanowskiej, wydany w 1996 nakładem wydawnictwa Starling.
W 1997 album doczekał się reedycji wydanej przez wydawnictwo Roxy Music, w której znalazł się dodatkowy utwór „Jestem twoim grzechem”.

## Lista utworów
1. „I stało się” (muz. Adam Abramek, Paweł Sot – sł. Izabela Trojanowska) – 3:47
2. „Chcę żyć inaczej” (muz. Adam Abramek, Paweł Sot – sł. Izabela Trojanowska) – 2:41
3. „Nareszcie czuję” (muz. Romuald Lipko – sł. Izabela Trojanowska) – 4:21
4. „Musisz wygrać” (muz. Adam Abramek, Paweł Sot – sł. Izabela Trojanowska) – 3:22
5. „Zamiera miłość” (muz. Adam Abramek, Paweł Sot – sł. Izabela Trojanowska) – 5:17
6. „Więcej niż życie” (muz. Adam Abramek, Paweł Sot – sł. Izabela Trojanowska) – 2:42
7. „Szybowiec Krzysia” (muz. Romuald Lipko – sł. Izabela Trojanowska) – 3:20
8. „W wielkim świecie” (muz. Adam Abramek, Paweł Sot, Izabela Trojanowska – sł. Izabela Trojanowska) – 3:24
9. „Dobry żołnierz” (muz. Adam Abramek, Paweł Sot – sł. Izabela Trojanowska) – 3:03
10. „Moje Party” (muz. Adam Abramek, Paweł Sot – sł. Izabela Trojanowska) – 2:51

bonusy
1. „Jestem twoim grzechem” (muz. Romuald Lipko – sł. Andrzej Mogielnicki) – 4:35

## Autorzy
- Izabela Trojanowska – śpiew
- Adam Abramek – gitara akustyczna, gitara basowa, perkusja, gitara, programowanie instrumentów, śpiew (2-7, 10)
- Maciej Gładysz – gitara (1, 2, 4-11)
- Romuald Lipko – organy (2)
- Amadeusz Majerczyk – perkusja (1, 2, 6, 8-10)
- Krzysztof Patocki – perkusja (11)
- Marek Raduli – gitara akustyczna (3)
- Piotr Siedlaczek – pianino (8)
- Paweł Sot – instrumenty klawiszowe, programowanie instrumentów, śpiew
- Tomasz Spodyniuk – harmonijka ustna
- Justyna Steczkowska – skrzypce (3, 5, 6)
- Magda Steczkowska – śpiew (6, 8)